# Lingua shina
La lingua Shina, in urdu شینا (Šīnā), è una lingua facente parte delle sottogruppo delle lingue dardiche rientranti nelle lingue indoarie parlata dal popolo Shina, nella regione del Gilgit–Baltistan, nella parte più settentrionale del Pakistan. Tra le valli nelle quali è parlata vi sono quella dell'Astore, del Chilas, del Darel, del Tangir, del Gilgit, del Ghizer, del Gurez, del Drass, dello Jalkot, del Palas, del Kolai, e del Kohistan.

## Dialetti e lingue correlate
Tra i suoi dialetti vi sono il Gilgiti (il dialetto alto), l'Astori, il Chilasi Kohistani, Bagora, il Drasi, il Gurezi, il Jalkoti, il Kolai, e il Palasi.
Altre lingue parlate dal popolo Shina includono il Brokskat (parlato dagli Shina del Baltistan e Ladakh), il Domaa, il Kohistani, il Palula, il Savi, e l'Ushojo. La lingua Shina è l'idioma parlato dal 40% degli abitanti del Gilgit Baltistan.

## Fonologia

### Consonanti
|            |            | Labiali | Coronali | Retroflesse | Palatal | Velari | Glottidali |
| ---------- | ---------- | ------- | -------- | ----------- | ------- | ------ | ---------- |
| Occlusive  | Mute       | p       | t        | ʈ           |         | k      |            |
| Occlusive  | Aspirate   | pʰ      | tʰ       | ʈʰ          |         | kʰ     |            |
| Occlusive  | Sonore     | b       | d        | ɖ           |         | ɡ      |            |
| Affricate  | Mute       |         |          | tʂ          | tʃ      |        |            |
| Affricate  | Aspirate   |         |          | tʂʰ         | tɕʰ     |        |            |
| Affricate  | Sonore     |         |          | dʐ          | dʒ      |        |            |
| Fricative  | Mute       | f       | s        | ʂ           | ʃ       |        | h          |
| Fricative  | Sonore     | v       | z        | ʐ           | ʒ       |        |            |
| Nasali     | Nasali     | m       | n        | ɳ           |         |        |            |
| Laterali   | Laterali   |         | l        |             |         |        |            |
| Rotiche    | Rotiche    |         | r        | ɽ           |         |        |            |
| Semivocale | Semivocale |         |          |             | j       |        |            |

### Toni
La lingua Shina ha due toni.